# Puchar Polski w piłce siatkowej mężczyzn (2012/2013)
Puchar Polski w piłce siatkowej mężczyzn 2012/2013 - 56. sezon rozgrywek o siatkarski Puchar Polski odbywający się od 1932 roku. 

## System rozgrywek
Rozgrywki składały się z pięciu rund wstępnych, ćwierćfinałów i turnieju finałowego. Drużyny, które grają w II lidze rozpoczynają od 1. rundy. Następnie w 3. rundzie do zwycięzców z 2. rundy dojdą drużyny z I ligi, następnie w 5. rundzie rozpoczną rozgrywki drużyny z PlusLigi, które po pierwszej części sezonu zajęły miejsca 5-10. A od ćwierćfinału występować będą drużyny z pierwszej czwórki pierwszej części sezonu zasadniczego. Gospodarzem w rundach wstępnych jest drużyna, która zajęła niższą pozycję w klasyfikacji końcowej lub z niższej ligi.

## Drużyny uczestniczące
| PlusLiga 10 drużyn | PlusLiga 10 drużyn          | PlusLiga 10 drużyn |
| ------------------ | --------------------------- | ------------------ |
| 1.                 | ZAKSA Kędzierzyn-Koźle      | zwycięzca          |
| 2.                 | Asseco Resovia Rzeszów      | finał              |
| 3.                 | AZS Politechnika Warszawska | ćwierćfinał        |
| 4.                 | PGE Skra Bełchatów          | ćwierćfinał        |
| 5.                 | Delecta Bydgoszcz           | półfinał           |
| 6.                 | Jastrzębski Węgiel          | półfinał           |
| 7.                 | Effector Kielce             | ćwierćfinał        |
| 8.                 | Lotos Trefl Gdańsk          | 6. runda           |
| 9.                 | Indykpol AZS Olsztyn        | 6. runda           |
| 10.                | Wkręt-met AZS Częstochowa   | 6. runda           |

| I liga 12 drużyn | I liga 12 drużyn         | I liga 12 drużyn |
| ---------------- | ------------------------ | ---------------- |
| 1.               | Stal AZS PWSZ Nysa       | 4. runda         |
| 2.               | Cuprum Mundo Lubin       | 6. runda         |
| 3.               | MKS Banimex Będzin       | 5. runda         |
| 4.               | Pekpol Ostrołęka         | 3. runda         |
| 5.               | MCKiS Energetyk Jaworzno | 3. runda         |
| 6.               | BBTS Bielsko-Biała       | 3. runda         |
| 7.               | KPS Jadar Siedlce        | 3. runda         |
| 8.               | Ślepsk Suwałki           | 5. runda         |
| -                | Czarni Radom             | ćwierćfinał      |
| -                | Kęczanin Kęty            | 4. runda         |
| -                | AZS UAM Poznań           | 3. runda         |
| -                | KS Camper Wyszków        | 3. runda         |

| niższe ligi 8 drużyn                 | niższe ligi 8 drużyn |
| ------------------------------------ | -------------------- |
| GKS Kresy Dołhobyczów (III liga)     | 2. runda             |
| Czarni Wirex Rząśnia (II liga)       | 4. runda             |
| Wanda Instal Kraków (II liga)        | 2. runda             |
| Krispol Września (II liga)           | 2. runda             |
| TKS Nascon Tychy (II liga)           | 4. runda             |
| Gwardia Wrocław (II liga)            | 3. runda             |
| Bielawianka Bester Bielawa (II liga) | 2. runda             |
| KS Milicz (II liga)                  | 3. runda             |

## Rozgrywki

### 2. runda
| Data       | Drużyna 1                  | Wynik | Drużyna 2           | Sety                              |
| ---------- | -------------------------- | ----- | ------------------- | --------------------------------- |
| 03.10.2012 | GKS Kresy Dołhobyczów      | 0:3   | Czarni Rząśnia      | 14:25, 16:25, 15:25               |
| 03.10.2012 | TKS Nascon Tychy           | 3:0   | Wanda Instal Kraków | 25:22, 25:23, 25:18               |
| 03.10.2012 | Bielawianka Bester Bielawa | 1:3   | Gwardia Wrocław     | 25:23, 18:25, 14:25, 21:25        |
| 03.10.2012 | KS Milicz                  | 3:2   | Krispol Września    | 23:25, 25:22, 27:25, 20:25, 15:11 |

### 3. runda
| Data       | Drużyna 1        | Wynik | Drużyna 2                | Sety                             |
| ---------- | ---------------- | ----- | ------------------------ | -------------------------------- |
| 24.10.2012 | Camper Wyszków   | 2:3   | Ślepsk Suwałki           | 25:22, 25:17, 22:25, 13:25, 9:15 |
| 24.10.2012 | Czarni Rząśnia   | 3:0   | BBTS Bielsko-Biała       | 25:22, 25:23, 27:25              |
| 21.10.2012 | Czarni Radom     | 3:0   | MCKiS Energetyk Jaworzno | 25:21, 25:16, 25:16              |
| 24.10.2012 | TKS Nascon Tychy | 3:1   | Pekpol Ostrołęka         | 17:25, 25:20, 25:20, 25:17       |
| 11.11.2012 | Kęczanin Kęty    | 3:1   | KPS Jadar Siedlce        | 25:19, 25:18, 23:25, 25:22       |
| 24.10.2012 | Gwardia Wrocław  | 0:3   | Cuprum Mundo Lubin       | 21:25, 23:25, 23:25              |
| 24.10.2012 | KS Milicz        | 1:3   | Stal AZS PWSZ Nysa       | 23:25, 18:25, 25:23, 20:25       |
| 04.11.2012 | AZS UAM Poznań   | 1:3   | MKS Banimex Będzin       | 21:25, 22:25, 25:22, 12:25       |

### 4. runda
| Data       | Drużyna 1          | Wynik | Drużyna 2          | Sety                              |
| ---------- | ------------------ | ----- | ------------------ | --------------------------------- |
| 21.11.2012 | Czarni Rząśnia     | 0:3   | Ślepsk Suwałki     | 12:25, 24:26, 22:25               |
| 21.11.2012 | TKS Nascon Tychy   | 2:3   | Czarni Radom       | 25:23, 20:25, 22:25, 27:25, 11:15 |
| 22.11.2012 | Kęczanin Kęty      | 2:3   | Cuprum Mundo Lubin | 19:25, 25:15, 18:25, 25:20, 11:15 |
| 21.11.2012 | MKS Banimex Będzin | 3:1   | Stal AZS PWSZ Nysa | 25:20, 24:26, 25:18, 25:20        |

### 5. runda
| Data       | Drużyna 1          | Wynik | Drużyna 2          | Sety                              |
| ---------- | ------------------ | ----- | ------------------ | --------------------------------- |
| 05.12.2012 | Czarni Radom       | 3:1   | Ślepsk Suwałki     | 25:27, 25:18, 25:19, 25:18        |
| 04.12.2012 | MKS Banimex Będzin | 2:3   | Cuprum Mundo Lubin | 25:15, 25:20, 19:25, 24:26, 11:15 |

### 6. runda
| Data       | Drużyna 1            | Wynik | Drużyna 2                 | Sety                              |
| ---------- | -------------------- | ----- | ------------------------- | --------------------------------- |
| 18.12.2012 | Czarni Radom         | 3:1   | Lotos Trefl Gdańsk        | 23:25, 25:22, 25:17, 25:16        |
| 19.12.2012 | Jastrzębski Węgiel   | 3:2   | Wkręt-met AZS Częstochowa | 25:7, 16:25, 25:17, 20:25, 15:10  |
| 19.12.2012 | Indykpol AZS Olsztyn | 2:3   | Delecta Bydgoszcz         | 25:23, 12:25, 19:25, 25:23, 11:15 |
| 19.12.2012 | Cuprum Mundo Lubin   | 1:3   | Effector Kielce           | 25:23 18:25 21:25 21:25           |

### Ćwierćfinały
| Data       | Drużyna 1                   | Wynik | Drużyna 2                   | Sety                              |
| ---------- | --------------------------- | ----- | --------------------------- | --------------------------------- |
| 29.12.2012 | Czarni Radom                | 0:3   | ZAKSA Kędzierzyn-Koźle      | 20:25, 19:25, 11:25               |
| 30.12.2012 | Czarni Radom                | 1:3   | ZAKSA Kędzierzyn-Koźle      | 16:25, 26:24, 20:25, 30:32        |
|            |                             |       |                             |                                   |
| 29.12.2012 | PGE Skra Bełchatów          | 2:3   | Jastrzębski Węgiel          | 23:25, 25:21, 25:14, 13:25, 13:15 |
| 09.01.2013 | Jastrzębski Węgiel          | 3:0   | PGE Skra Bełchatów          | 25:23, 32:30, 25:18               |
|            |                             |       |                             |                                   |
| 29.12.2012 | Delecta Bydgoszcz           | 1:3   | AZS Politechnika Warszawska | 25:17, 22:25, 24:26, 32:34        |
| 09.01.2013 | AZS Politechnika Warszawska | 0:3   | Delecta Bydgoszcz           | 16:25, 16:25, 21:25               |
|            |                             |       |                             |                                   |
| 29.12.2012 | Effector Kielce             | 0:3   | Asseco Resovia              | 22:25, 15:25, 21:25               |
| 09.01.2013 | Asseco Resovia              | 3:0   | Effector Kielce             | 25:20, 25:18, 25:19               |

### Półfinał
| Data       | Drużyna 1              | Wynik | Drużyna 2          | Sety                              |
| ---------- | ---------------------- | ----- | ------------------ | --------------------------------- |
| 26.01.2013 | ZAKSA Kędzierzyn-Koźle | 3:1   | Jastrzębski Węgiel | 25:21, 25:19, 20:25, 25:20        |
| 26.01.2013 | Delecta Bydgoszcz      | 2:3   | Asseco Resovia     | 19:25, 25:23, 21:25, 25:23, 14:16 |

### Finał
| Data       | Drużyna 1              | Wynik | Drużyna 2      | Sety                       |
| ---------- | ---------------------- | ----- | -------------- | -------------------------- |
| 27.01.2013 | ZAKSA Kędzierzyn-Koźle | 3:1   | Asseco Resovia | 19:25, 25:18, 25:21, 25:23 |